# اوکلند، شهرستان چروکی، تگزاس
اوکلند (به انگلیسی: Oakland) یک منطقهٔ مسکونی در ایالات متحده آمریکا است که در شهرستان چروکی، تگزاس واقع شده‌است. اوکلند ۱۲۴٫۹۷ متر بالاتر از سطح دریا واقع شده‌است.